# Canción animal (álbum)
Canción Animal es el quinto álbum de estudio de la banda de rock latino Soda Stereo, publicado el 7 de agosto de 1990 por Sony Music Latin (antes CBS). El álbum fue grabado en los Criteria Recording Studios de la ciudad de Miami, Florida, entre los meses de junio y julio de 1990, bajo la producción de los músicos Gustavo Cerati y Zeta Bosio.
El álbum posee un sonido roquero, más duro y sanguíneo que el de los anteriores de la banda, e instrumentalmente cuenta con gran protagonismo de la guitarra eléctrica en riffs y solos. Para hacer Canción animal, la banda se inspiró fundamentalmente en el sonido de las bandas de rock argentinas de los años setenta que habían escuchado durante su adolescencia, como Pescado Rabioso, Vox Dei, Color Humano y Aquelarre. Este cambio de sonido en Soda pronto influiría en la evolución que tomaría el rock en todo el continente.
Puesto que casi todas las canciones de este disco fueron lanzadas como sencillos, este incluye varias de las más conocidas de la banda, como «(En) El séptimo día», «Cae el sol», «Un millón de años luz», «Entre caníbales», «Sueles dejarme solo», «Té para 3», «Hombre al agua», «Canción animal» y «De música ligera».
Canción animal logró el puesto número 2 de los 250 mejores álbumes del rock iberoamericano por Al Borde en 2006, y el puesto 9° de los mejores 100 álbumes del rock argentino por la Rolling Stone Argentina en 2007.
De este álbum, «De música ligera» logró el puesto número 1 de las 500 mejores canciones del rock iberoamericano por Al Borde en 2006, siendo así elegida como la mejor canción del rock en Iberoamérica de toda la historia; el puesto 20 de las 20 mejores canciones del rock en español por E! en 2011, el puesto 4 de las 100 mejores canciones del rock argentino por la Rolling Stone Argentina y MTV en 2002; y el puesto 4 de las 100 mejores canciones del rock argentino por Rock.com.ar en 2007.

## Historia

### Preparación
Luego del álbum Doble vida, Cerati decide dar un giro radical al estilo musical que venían haciendo y empieza a componer mucha música que le dieron una idea de crudeza y de gran fuerza. Es así como convoca a Charly y Zeta para mostrarles los demos que había grabado en su casa. Empezaron a ensayar las nuevas melodías y así fueron armando lo que sería uno de sus mejores discos.
El tema «De música ligera» surgió casi de un solo tirón, y se empezó a esbozar durante una prueba de sonido en México en 1989. Empezaron a darle vueltas a la secuencia de cuatro acordes que formaba la canción y Gustavo entonces empezó a soltar palabras que encajaran en la melodía. "Yo estaba convencido de que éste íba a ser un superhit" dijo Cerati. Y así fue.

### Grabación
En junio, Soda Stereo viajó a Estados Unidos para registrar su nueva placa en los Studios Criteria de Miami. Para ello contaron con el aporte conceptual de Daniel Melero y la participación de Tweety González y Andrea Álvarez (todos importantes músicos de la escena roquera argentina del momento) en calidad de invitados. El resultado fue el álbum Canción animal, considerado generalizadamente como uno de los mejores de la historia del rock latino. Allí se encuentra también su canción más conocida: «De música ligera».
Canción animal retrata de manera contundente la madurez alcanzada por el trío y exploran un sonido más crudo, letras algo más directas, mucho más énfasis en los riffs de guitarra, baterías más pesadas, con marcadas influencias del rock alternativo de la época y del rock argentino de los años setenta, dejando así definitivamente atrás la estética new wave y synthpop que tanto caracterizó sus producciones en la anterior década.

El reflejo de que somos un grupo pop, pero absorbimos la cultura rock. Es donde más nos distorsionamos, pero es este disco a su vez uno de nuestros puntos más altos.
Gustavo Cerati

Los músicos coinciden en que fue fundamental sentirse como continuadores de una tradición dentro del rock argentino. Por lo que se inspiraron en las fuentes que habían escuchado durante su adolescencia; en las canciones de, por ejemplo, Luis Alberto Spinetta, Billy Bond y La Pesada del Rock and Roll, Vox Dei y Manal.

### Lanzamiento

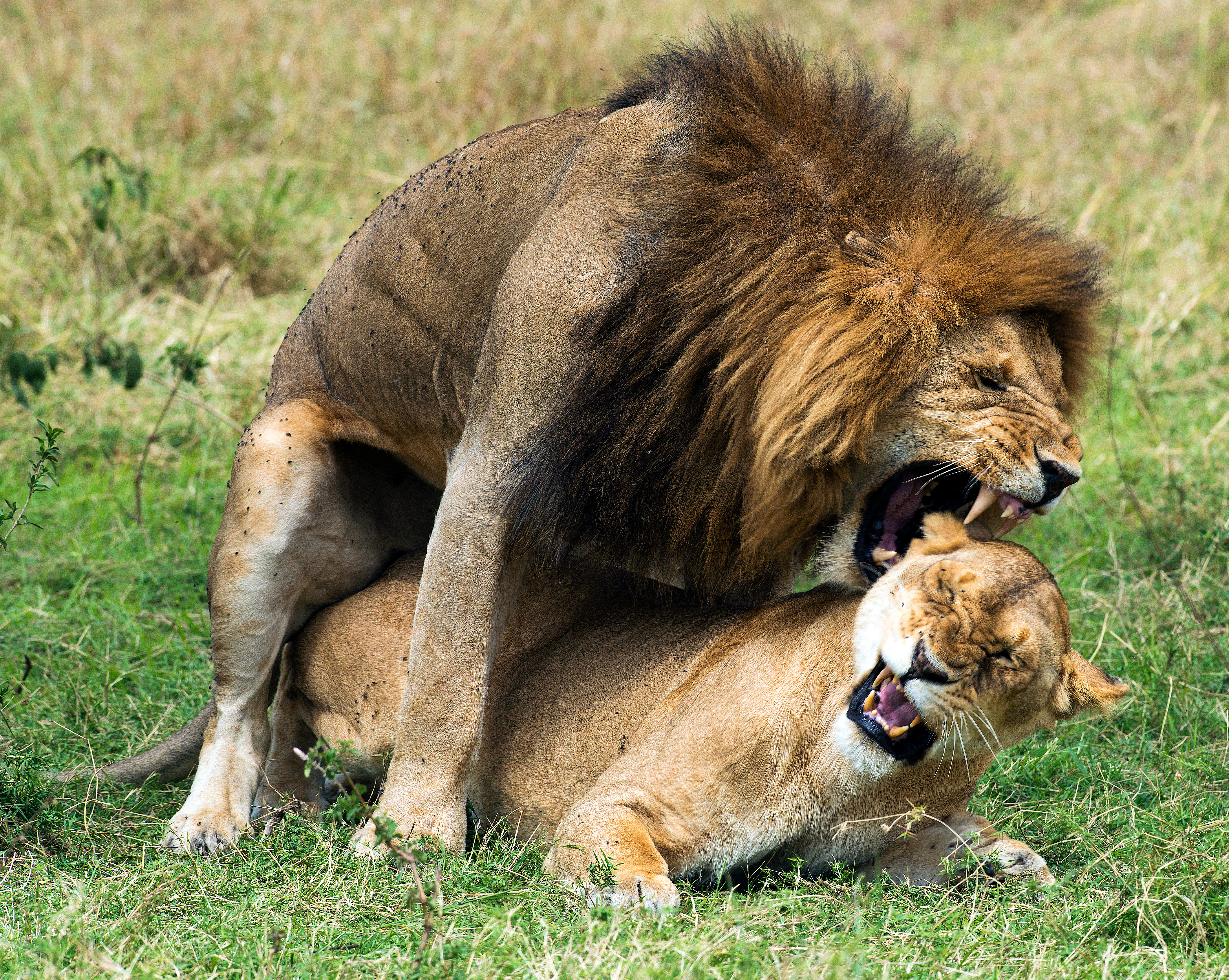
La portada original del álbum presenta a dos leones copulando.

El álbum se lanzó con el título de Canción animal, ya que consideraron que el tema homónimo englobaba para ellos todo el concepto del álbum. Originalmente habían pensado en llamar al álbum Tensión e integridad.
La portada original de este disco presentó a dos leones copulando; e hizo que fuera prohibida en muchos países, siendo sustituida por otra muchísimo menos conceptual en la que aparecía la fotografía de la banda con los colores azul y naranja.
De las 10 canciones del álbum, 6 fueron elegidas como corte de difusión, así que la totalidad de los temas de este álbum se convirtieron en hits populares en toda Latinoamérica.
Canción animal se volvió un éxito rotundo, ganando disco de diamante en Argentina, disco de platino en México y Perú, y disco de oro en Chile.
En las encuestas argentinas de fin de año, Soda arrasó en todos los rubros. El Suplemento Sí! los premió como mejor banda, mejor álbum y mejor show por su recital el 22 de diciembre en la cancha de Vélez; y la revista Rock&Pop los premió como mejor banda, mejor álbum y mejor canción por «De Música Ligera».

### Gira Animal
En 1990 comenzaron la Gira Animal, por todo el continente americano, que finalizó el 14 de diciembre de 1991 con un recital gratuito en la avenida 9 de Julio de Buenos Aires. Soda Stereo sorprendió, y se vio sorprendido, reuniendo a 250.000 (hay quienes dicen 400.000) para escuchar a la banda en el marco del ciclo de recitales gratuitos realizados por la Municipalidad de Buenos Aires llamados Mi Buenos Aires Querido II, que además fue televisado en directo. Se trata de la mayor reunión de personas de la historia argentina para escuchar música, relegando al segundo lugar a Luciano Pavarotti que reunió a 200.000 personas ese año en ese mismo lugar. Este álbum significó para la banda el acceso al público español, que se plasmaría en mayo de 1992 con presentaciones en las ciudades de Madrid, Oviedo, Sevilla, Valencia y Barcelona.
La Gira Animal fue la más extensa que una banda latinoamericana hubiera realizado hasta entonces, tanto en recorrido como en tiempo de viaje. Además de visitar la mayoría de Latinoamérica, varias ciudades de Estados Unidos y algunos sectores de Europa; fue particularmente extensa en Argentina, en donde la banda realizó un recorrido a lo largo y ancho de todo el país, algo completamente inédito incluso hasta hoy. Fue durante esta gira que la banda realizó uno de sus conciertos más épicos, que fue el que ocurrió en la avenida 9 de Julio de Buenos Aires.

## Recepción
En 2007 la Rolling Stone Argentina lanzó un ranking con los 100 mejores álbumes de la historia del rock argentino. Este fue el comentario para premiar Canción animal con el puesto 9°:

La presencia funk de Carlos Alomar en Doble Vida convirtió a Soda Stereo en una máquina fría, precisa y calculadora. El truco funcionó a escala continental y después de casi dos años de giras interminables, el trío acusó la necesidad de un cambio para privilegiar las canciones por sobre los efectos de producción. Canción Animal es la respuesta a tanta sofisticación, el primer registro en que Gustavo Cerati empieza a mirarse como un heredero del rock argentino de los 70. El espíritu valvular de los viejos discos de Pescado Rabioso, Color Humano y Vox Dei; sumado a las guitarras ruidosas del pre-grunge, encabezado por bandas como Screaming Trees, Smithereens y Pixies, formaron el marco de referencia para la renovación. De esa mezcla entre pasado y presente nació un registro tan perdurable como los estribillos de «Un millón de años luz», «(En) El séptimo día» y, sobre todo, «De música ligera». Otro factor determinante fue el ingreso de Daniel Melero en el rol de cuarto integrante. La incorporación alteró los vínculos de un triángulo sin fisuras hasta ese momento. Pero varias estrategias fatales del productor invisible influyeron en Cerati y terminaron como algunas de las mejores ideas para el disco definitivo de Soda. "Fue un momento muy inspirado del grupo, y Daniel fue una pieza clave" señaló el cantante en el número 60 de RS.

Temas clave: «De música ligera», «Té para 3».
Nota de la Rolling Stone de los 100 mejores discos del rock nacional.

## Listado de canciones
| N.º   | Título                  | Letras          | Música         | Duración |  |
| 1.    | «(En) El séptimo día»   | Cerati          | Cerati         | 4:26     |  |
| 2.    | «Un millón de años luz» | Cerati          | Cerati         | 5:06     |  |
| 3.    | «Canción animal»        | Cerati · Melero | Cerati         | 4:09     |  |
| 4.    | «1990»                  | Cerati          | Cerati         | 3:42     |  |
| 5.    | «Sueles dejarme solo»   | Cerati          | Cerati         | 3:49     |  |
| 6.    | «De música ligera»      | Cerati          | Cerati · Bosio | 3:36     |  |
| 7.    | «Hombre al agua»        | Cerati · Melero | Cerati         | 5:55     |  |
| 8.    | «Entre caníbales»       | Cerati          | Cerati         | 4:10     |  |
| 9.    | «Té para 3»             | Cerati          | Cerati         | 2:25     |  |
| 10.   | «Cae el sol»            | Melero          | Cerati         | 4:28     |  |
| 41:24 |                         |                 |                |          |  |

## Videos musicales
- «De música ligera» (1990)
- «Canción animal» (En vivo) (1990)
- «Té para 3» (1991)
- «Cae el sol» (1991)
- «Un millón de años luz» (2021)
- «Entre caníbales» (2021)

| Fuente                                                  | Posición |
| ------------------------------------------------------- | -------- |
| 250 mejores del rock iberoamericano, Al Borde           | 2°       |
| 100 mejores del rock argentino, Rolling Stone Argentina | 9°       |

• (1990) - Mejor Disco del Año para el Suplemento Sí! del diario Clarín.
• (1990) - Mejor Álbum del Año para la revista Rock&Pop.
• (1990) - Mejor Tema del Año, por «De Música Ligera», para la revista Rock&Pop.
• (1990) - Mejor Disco del Año para la revista Pelo.
• (1990) - Mejor Canción de Año, por «De Música Ligera», para la revista Pelo.
• (1990) - Mejor Videoclip del Año, por «De Música Ligera», para la revista Pelo.
• (1990) - Mejor Canción Extranjera del Año, por «De Música Ligera», para el Suplemento Rock de Primera de Uruguay.
• (2002) - «De Música Ligera», puesto n.º 4 entre los 100 Hits del Rock Argentino según la revista Rolling Stone Argentina.
• (2004) - Considerado por la revista Rolling Stone Argentina como uno de los 60 discos esenciales del Rock Argentino.
• (2006) - Premio Rock and Pop al Mejor Álbum de Rock de los últimos 20 años.

## Créditos y personal
Soda Stereo
- Gustavo Cerati: Voz, coros, guitarras y programación de batería.
- Zeta Bosio: Bajo, coros; Chapman Stick en «Canción animal».
- Charly Alberti: Batería y percusión.

Personal adicional
- Tweety González: Teclados.
- Andrea Álvarez: Percusión y coros (en «1990», «Hombre al agua» y «Cae el sol»).
- Daniel Melero: Teclados (en «Cae el sol» y «Hombre al agua») y aporte conceptual.
- Pedro Aznar: Coros (en «Sueles dejarme solo» y «1990») y arreglos vocales en 1, 2 y 4.
- Alfredo Lois: Dirección de arte y fotografías
- Mariano López: Ingeniero y mezclas.
- Peter Baleani: Coordinador de producción.
- Roger Hughes: Asistente de ingeniería.
- Michael Fuller: Mastering en Fullersound, EE. UU.
- Adrián Taverna: Asistente de grupo musical.
- Peter Baleani: Coordinación de producción.
- Gustavo Cerati y Héctor Bosio: Idea y diseño de la portada.
- Caito Lorenzo: Fotografías.
- Paola Antonucci: Vestuario.
- Alejandra Boquete: Vestuario, coordinación de vestuario y maquillaje.
- Estudio fotográfico: Custom Color.
- Fotocomposición: Estudio Imagen.
- Sello discográfico: CBS.
- JJC Ediciones musicales.
- Charly Alberti usa Remo, Sabian y Promark.

## Posicionamiento en listas
| Listas (2025)     | Mejor posición |
| ----------------- | -------------- |
| Argentina (CAPIF) | 1              |